# Filles del Sagrat Cor de Jesús
|  | No s'ha de confondre amb Filles del Sagrat Cor de Jesús de Guadalajara. |

Les Filles de Sagrat Cor de Jesús més conegudes, a causa del seu hàbit, com a Monges Vermelles, foren fundades pel prevere Joaquim Bailina a Banyoles (Pla de l'Estany) l'any 1875. És un institut religiós femení dedicat a l'ensenyament sorgit dins l'eclosió de congregacions religioses sorgides a la Catalunya del segle xix per donar resposta les transformacions del liberalisme i els canvis socioeconòmics de la industrialització.